# Vézénobres
Vézénobres är en kommun i departementet Gard i regionen Occitanien i södra Frankrike. Kommunen ligger i kantonen Vézénobres som tillhör arrondissementet Alès. År 2022 hade Vézénobres 1 839 invånare.

## Befolkningsutveckling
Antalet invånare i kommunen Vézénobres
Referens:INSEE